# Nicolás Churriguera

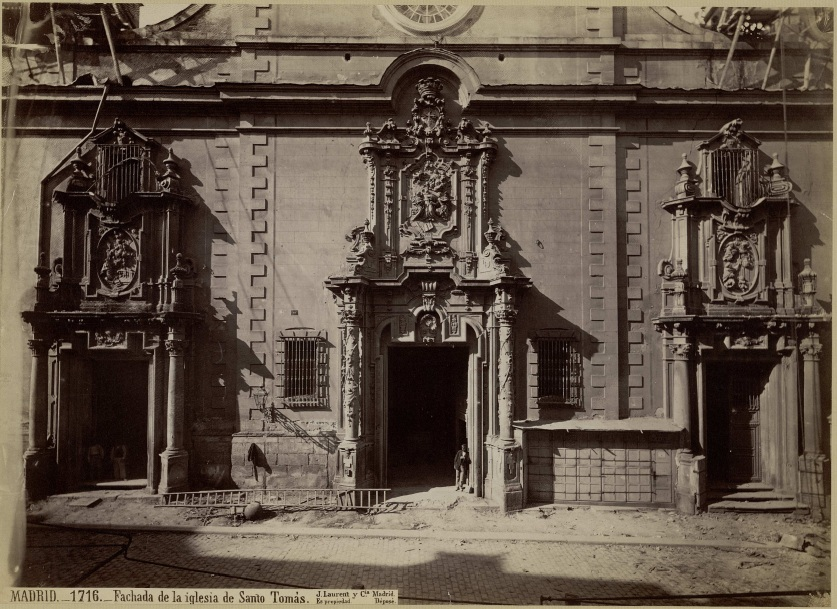
Fachada de la iglesia de Santo Tomás de Madrid, fotografía de J. Laurent (c. 1870); Biblioteca Nacional de España.

Nicolás Churriguera (9 de diciembre de 1701-10 de septiembre de 1771) fue un arquitecto salmantino del siglo XVIII, hijo de José Benito de Churriguera.

## Carrera
Dirigió el levantamiento topográfico de Madrid, encargado por Fernando VI y conocido como la "La visita general de casas" que se hizo entre 1750 y 1751, secundado por los arquitectos Ventura Padierne, Fernando de Moradillo y José Arredondo, levantando entre ellos los planos de todas las manzanas de la ciudad. Hizo el diseño y vigiló algunas de las obras del Real Pósito de Madrid.
Junto con su hermano Jerónimo Churriguera continuó algunos trabajos de su padre como el Colegio de Santo Tomás de Madrid.